# Thomas Waterman Wood

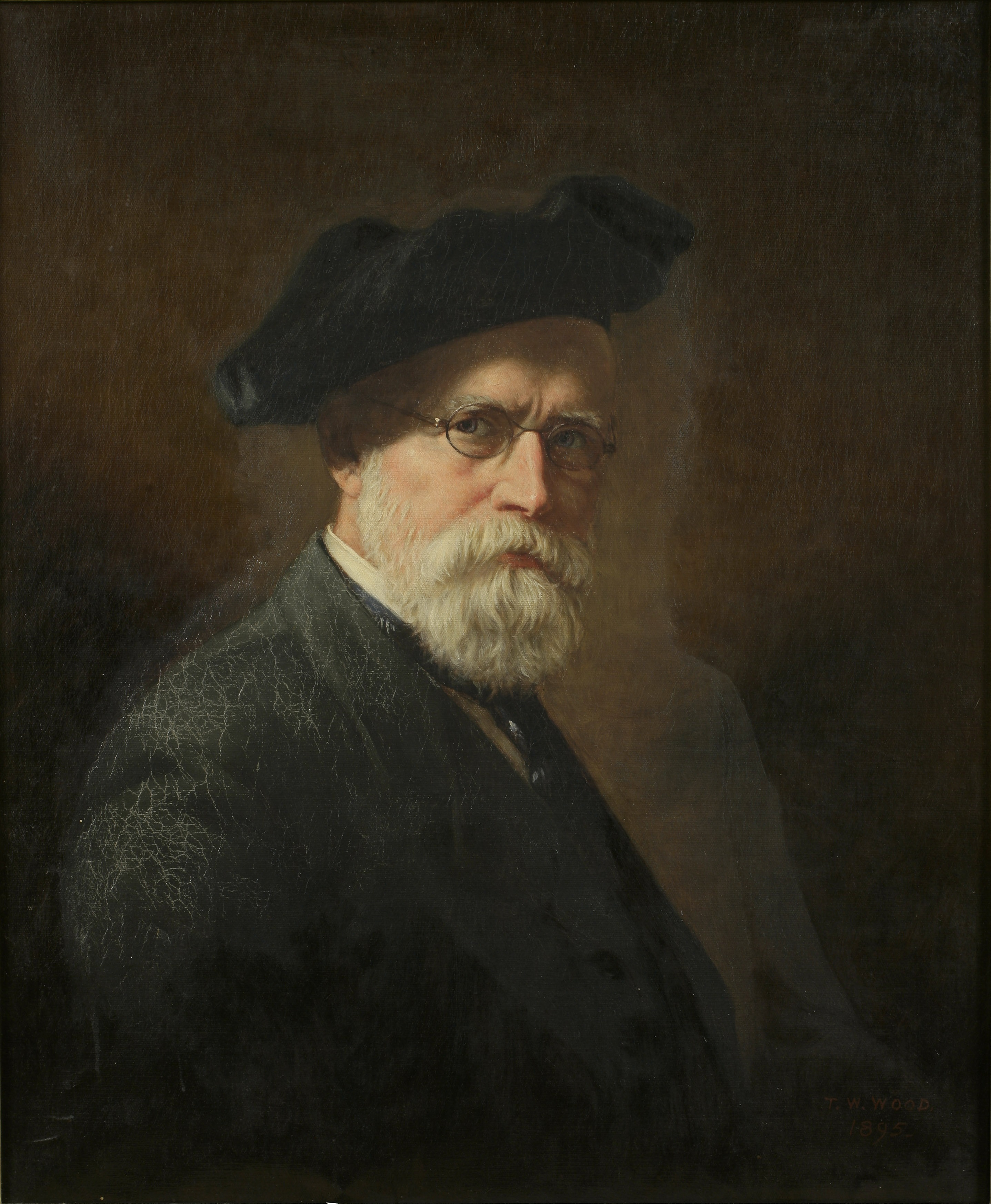
Thomas Waterman Wood, Selbstporträt, 1895

Thomas Waterman Wood (* 12. November 1823 in Montpelier, Vermont; † 14. April 1903 in New York City) war ein US-amerikanischer Porträt- und Genremaler. Von 1891 bis 1899 fungierte er als Präsident der National Academy of Design.

## Leben
Wood, Sohn des puritanischen, aus Lebanon (New Hampshire) gebürtigen Möbelschreiners John Wood und dessen ebenfalls puritanischer Ehefrau Mary, geborene Waterman, begann nach dem Besuch der Schule seiner Geburtsstadt im Gewerbe seines Vaters zu arbeiten. Als ein reisender Porträtmaler den Ort besuchte, wuchs Woods Interesse für bildende Kunst. Er begann Bücher über Kunst zu lesen und Zeichenmaterial zu benutzen, das ihm sein Jugendfreund John C. Badger von einer Reise nach Boston mitgebracht hatte. Aus Lehrbüchern der Maler John Burnet und James Duffield Harding (1798–1863) kopierte er Motive. Auf diese autodidaktische Weise entstand 1844/1845 eine Reihe von Bleistiftzeichnungen, die die Landschaft Vermonts im Stil der Hudson River School und der zeitgenössischen englischen Landschaftsmalerei wiedergab. In den 1840er und frühen 1850er Jahren beschäftigte sich Wood mit verschiedenen Arbeiten, etwa half er einem Erfinder bei seinen technischen Zeichnungen, er malte Bildnisse und fertigte Schilder für die Vermont Central Railroad.

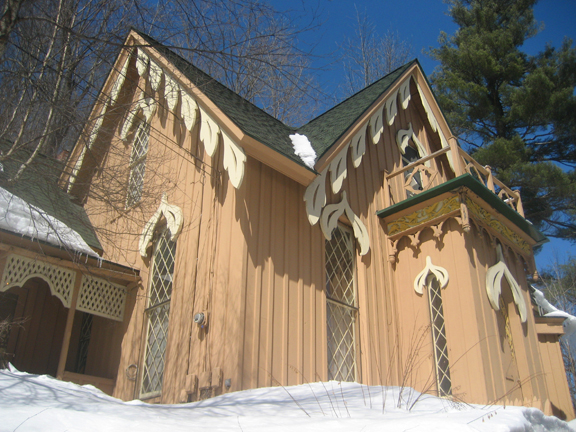
Athenwood, Aufnahme aus dem Jahr 2008

1850 heiratete er Minerva Robinson aus Waterbury (Vermont). Ihr baute er in der Nähe von Montpelier und dem Winooski River, aber schon auf dem Gebiet des Ortes Berlin (Vermont), bis 1851 das Anwesen Athenwood. Das Holzhaus im Stil der Carpenter Gothic wurde der Sommersitz des Paars und das Maleratelier Woods. Nachdem er sich als Porträtmaler etabliert hatte, bezog er 1852 ein Atelier in New York City, wo er seine Kenntnisse über Malerei durch den Besuch von Ausstellungen der National Academy of Design vertiefte. Ferner besuchte er die 1849 eröffnete Düsseldorf Gallery, die ihn mit der Kunst der Düsseldorfer Malerschule bekannt machte. Auch sah er sich die Kunstausstellungen des 1853 eröffneten New York Crystal Palace an. 1855 unternahm er eine Reise nach Québec, Kingston (Ontario), Toronto und Washington, D.C. 1856 ging er nach Baltimore. Dort soll er mit der Genremalerei begonnen haben. 1858 stellte Wood zum ersten Mal in der Jahresausstellung der National Academy of Design in New York aus. Anschließend reiste er in Begleitung seiner Ehefrau für ein Jahr nach Europa, um die dortige Malerei zu studieren und um Aufträge für amerikanische Kunden zu erledigen. Nach einigen Quellen besuchte er neben London, wo er die National Gallery besichtigte, und Paris, wo er den Louvre, das Palais du Luxembourg und das Atelier von Thomas Couture aufsuchte, auch Düsseldorf und das Atelier des dort unterrichtenden Landschaftsmalers Hans Fredrik Gude. Im April 1859 verließ er Paris, bereiste Genua, Florenz, Rom, Mailand und die Schweiz.

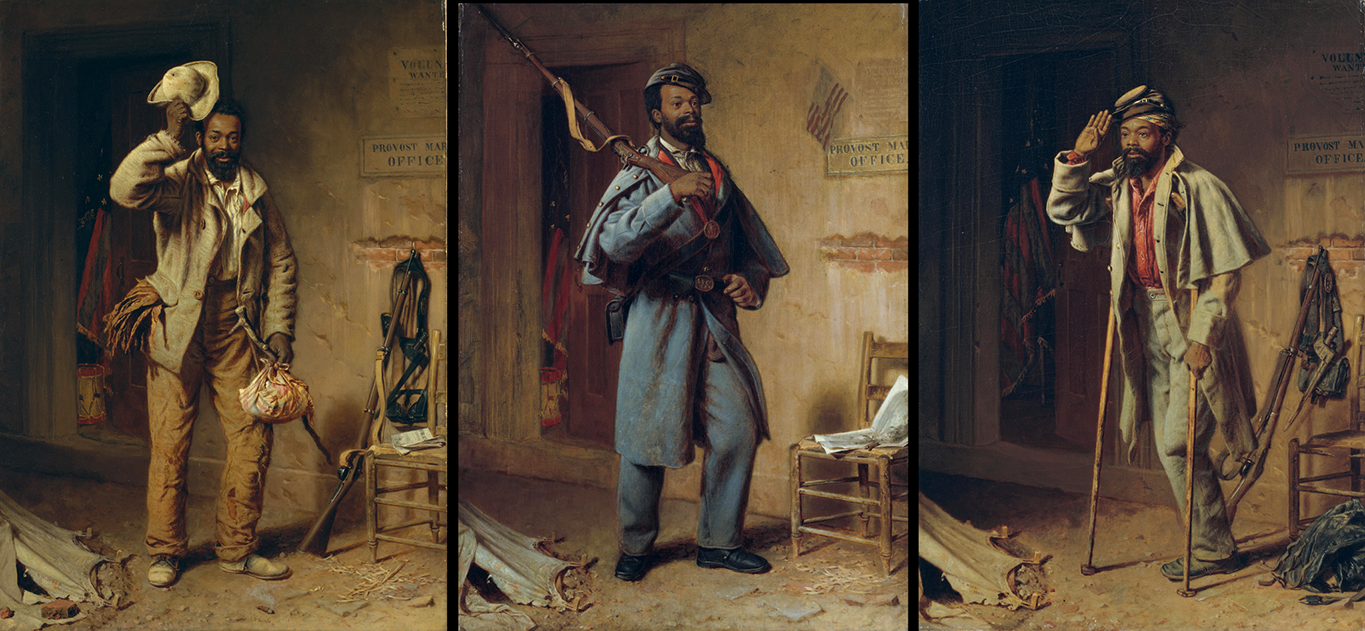
A Bit of War History (War Episodes): The Contraband, The Recruit, The Veteran, 1866

Im August 1859 kehrte er in die Vereinigten Staaten zurück. Bis 1862 ließ er sich in Nashville (Tennessee) nieder. Nach einer kurzen Reise nach Minnesota, auf der er Sioux-Indianer zeichnete, begab er sich 1862 nach Louisville (Kentucky), wo er bis zum Herbst 1866 blieb und durch das intensive Studium von volkstümlichen Figuren seine Genremalerei weiterentwickelte. 1866 entstand in Louisville  – inspiriert durch die Begegnung mit einem schwarzen Veteranen, der an dem Sezessionskrieg teilgenommen hatte und dabei versehrt worden war – die Gemäldeserie A Bit of War History. Im gleichen Jahr zog er wieder nach New York City, wo Charles S. Smith, der spätere Präsident der New Yorker Handelskammer, die Gemäldeserie erwarb und Wood einige Porträtaufträge vermittelte. 1869 wurde Wood zum assoziierten Mitglied der National Academy of Design gewählt, nachdem er sich in New Yorker Künstlerkreisen einen Ruf als professioneller Porträt- und Genremaler erworben hatte. 1871 folgte die Aufnahme als Vollmitglied (academian). Die Anerkennung seiner Künstlerschaft war dort so groß, dass die National Academy ihn zwischen 1875 und 1877 als visiting instructor beschäftigte. 1879 bis 1891 fungierte er außerdem als ihr Vizepräsident, 1891 bis 1899 als ihr Präsident. 1878 war er Mitgründer des New York Etching Club, von 1878 bis 1887 führte er den Vorsitz der American Watercolor Society. Zusammen mit Daniel Huntington und Enoch Wood Perry gründete er 1883 die kurzlebige American Art Union, als deren Präsident er 1885 wirkte. 1895 eröffnete er die Wood Gallery of Art in seinem Geburtsort Montpelier, die mit Kopien alter Meister und Werken von Malern des 19. Jahrhunderts ausgestattet wurde. Mit Unterstützung des New Yorker Professors John William Burgess konnte diese Galerie 1897 ein neues Gebäude beziehen. 1898 wurde er in das damalige National Institute of Arts and Letters gewählt. Wood starb 1903 als prominentes, hochangesehenes Mitglied der New Yorker Künstlerszene.

## Werke (Auswahl)

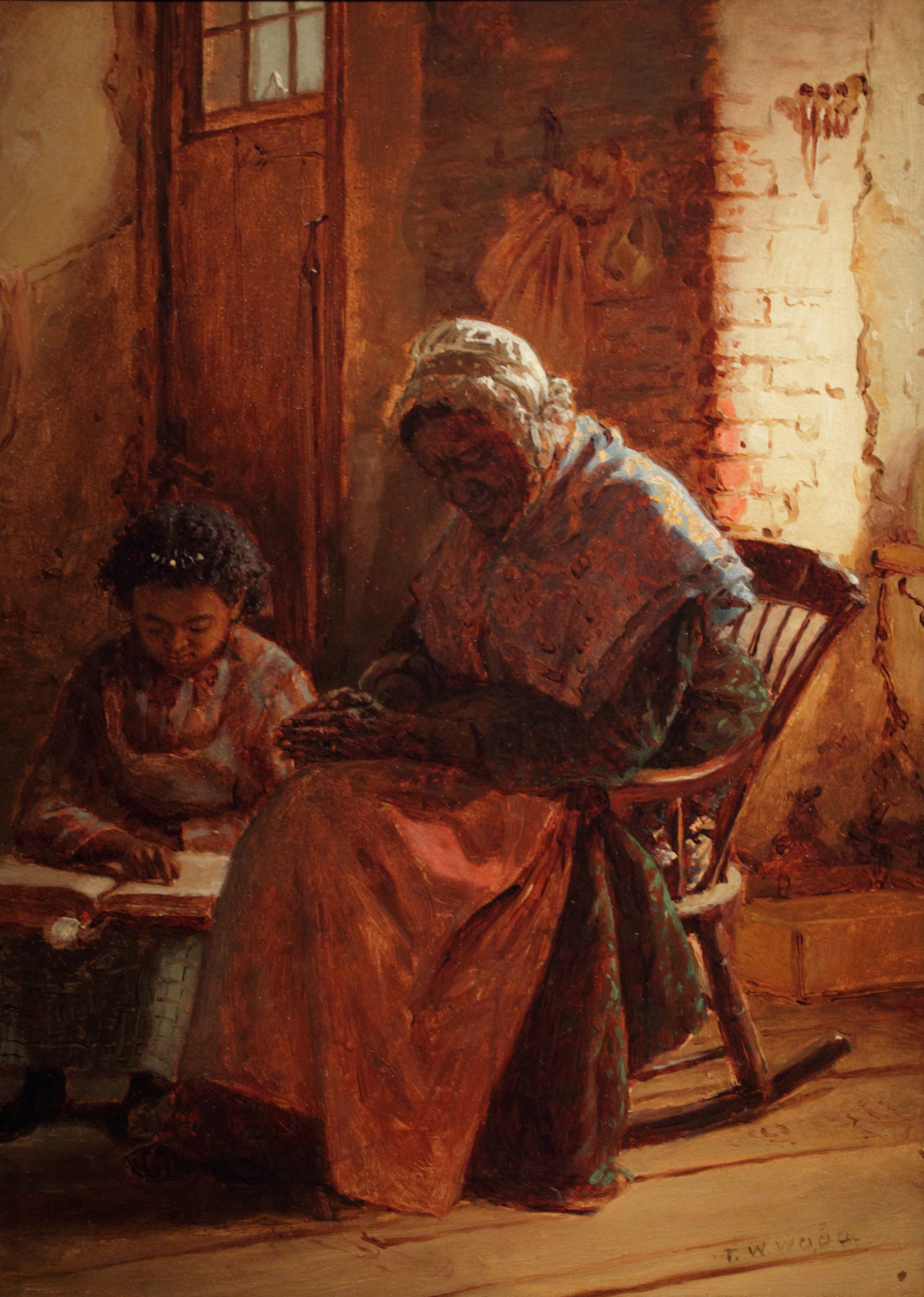
Sunday Morning, um 1877

- The Market Woman, 1858, Fine Arts Museums of San Francisco
- The Apple Vendor, 1858, Johnson Collection, Spartanburg, South Carolina
- A Bit of War History (War Episodes): The Contraband, The Recruit, The Veteran, 1866, Metropolitan Museum of Art
- New Cider, 1868, Brooklyn Museum
- Susie Kent Southwick, um 1873, Brooklyn Museum
- Sunday Morning, um 1877, Smithsonian American Art Museum
- Selbstporträt, 1884
- Now for a Good Smoke, 1899, Birmingham Museum of Art